# Virgílio Távora

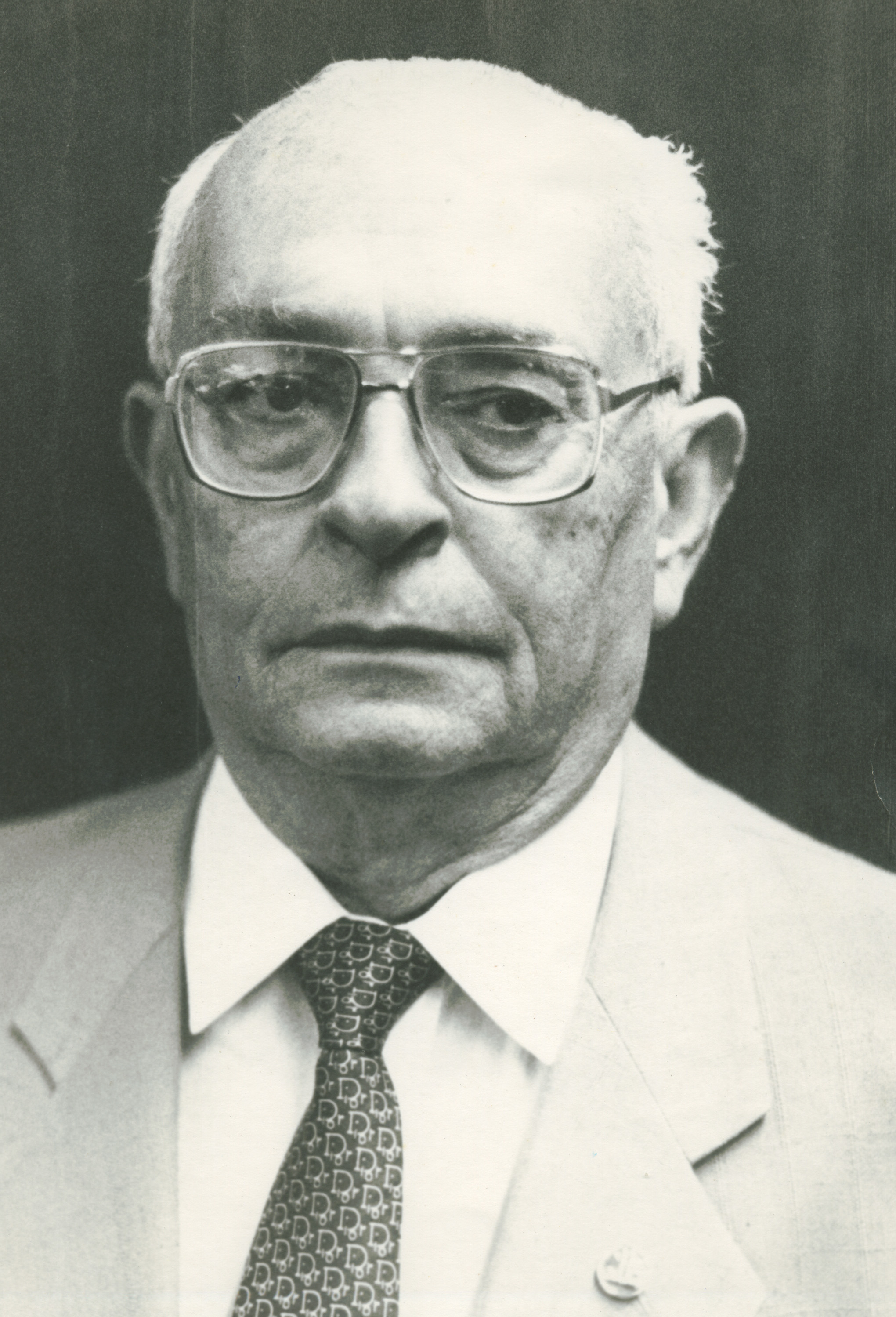
Virgílio Távora

Virgílio de Moraes Fernandes Távora (* 29. November 1919 in Fortaleza, Ceará; † 3. Juni 1988 in São Paulo) war ein brasilianischer Offizier und Politiker, der unter anderem zwischen 1961 und 1962 Minister für Verkehr und öffentliche Arbeiten war.

## Leben

### Familiäre Herkunft, Offiziersausbildung und Offizier
Virgílio de Moraes Fernandes Távora war der Sohn von Manuel do Nascimento Fernandes Távora, der zwischen 1930 und 1931 Bundesvertreter (Interventor Federal) und damit de Facto Gouverneur des Bundesstaates Ceará war, und dessen Ehefrau Carlota Augusta Caracas de Morais Távora. Sein Onkel war General Juarez do Nascimento Fernandes Távora, der mehrmals Minister sowie 1955 Präsidentschaftskandidat war.
Virgílio Távora selbst besuchte zunächst der Grundschule Colégio Nossa Senhora das Vitórias in Fortaleza und danach die Militärschulen Colégio Militar in Ceará sowie in Rio de Janeiro. 1938 begann er als Offiziersanwärter der Ingenieurtruppen (Aspirante-a-oficial da arma de engenharia) eine Offiziersausbildung an der Escola Militar in Realengo, einer Vorstadt von Rio de Janeiro. Nach deren Abschluss trat er als Leutnant (Segundo-tenente) in das Heer (Exército Brasileiro) der Streitkräfte (Forças Armadas do Brasil) ein. 1941 wurde er zum Oberleutnant (Primeiro-tenente) befördert und fungierte zunächst als Ausbildungsoffizier eines Regiments. Nach dem Besuch eines Offizierslehrgangs 1942 wurde er Leiter des Technischen Büros in Itajubá-Piquete sowie anschließend Ausbilder am Ausbildungszentrums für Reserveoffiziere (Centro de Preparação de Oficiais da Reserva). Nach seiner Beförderung zum Hauptmann (Capitão) 1944 wurde er Chef der Ausrüstungs- und Brückenbaukompanie (Companhia de Equipagens e Pontes).

### Stabsoffizier und Abgeordneter
Nach dem Besuch der Generalstabschule des Heeres (Escola de Estado-Maior do Exército) 1947 wurde Virgílio Távora Ausbilder an der Schule für Offiziersausbildungen EsAO (Escola de Aperfeiçoamento de Oficiais) und zugleich an der Kommando- und Generalstabsschule des Heeres ECEME (Escola de Comando e Estado-Maior do Exército). In dieser Zeit erfolgte 1950 seine Beförderung zum Major.
Am 26. August 1951 wurde Távora neben seiner Offizierstätigkeit für die Nationale Demokratische Union UDN (União Democrática Nacional) erstmals Mitglied der Abgeordnetenkammer (Câmara dos Deputados) und gehörte dieser als Vertreter des Bundesstaates Ceará bis 1959 an. Während seiner Parlamentszugehörigkeit war er zwischen 1951 und 1952 Mitglied des Ständigen Ausschusses für nationale Sicherheit sowie von 1952 bis 1954 Mitglied des Ständigen Ausschusses für Wirtschaft der Abgeordnetenkammer. 1953 wurde Generalsekretär des Nationalvorstandes der UDN. Nachdem er 1953 zudem die Oberste Kriegsschule (Escola Superior de Guerra) in Rio de Janeiro besucht hatte, wurde er zum Oberstleutnant (Tenente-coronel) befördert. Er war von 1955 bis 1958 Mitglied des Ständigen Ausschusses für Haushalts- und Finanzkontrolle der Abgeordnetenkammer. Des Weiteren fungierte er zwischen 1957 und 1959 als Vizepräsident des Nationalvorstandes der UDN und wurde 1959 Generalsekretär der Nationalkommission für Kandidatur von Jânio Quadros für die Wahl zum Staatspräsidenten. Ferner war er zwischen 1959 und 1961 Mitglied des Nationalrates für ländliche soziale Dienste (Conselho Nacional do Serviço Social Rural) und zugleich Vertreter der Opposition im Verwaltungsrat von NOVACAP (Companhia Urbanizadora da Nova Capital), der von Staatspräsident Juscelino Kubitschek gegründeten Gesellschaft zur Errichtung der neuen Hauptstadt Brasília. 1960 erfolgte seine Beförderung zum Oberst (Coronel).

### Minister, Gouverneur von Ceará und Wiederwahl zum Abgeordneten
Am 11. September 1961 übernahm Virgílio Távor in der Regierung von Staatspräsident João Goulart das Amt als Minister für Verkehr und öffentliche Arbeiten (Ministro da Viação e Obras Públicas) und hatte dieses bis zum 12. Juli 1962 inne, woraufhin Hélio de Almeida seine Nachfolge antrat.
Als Nachfolger von Parsifal Barroso wurde er am 25. März 1963 erstmals Gouverneur des Bundesstaates Ceará und bekleidete diesen Posten bis zu seiner Ablösung durch Franklin Chaves am 12. September 1966.
Danach legte Távora sein Amt als Gouverneur nieder, nachdem er für die Nationale Erneuerungsallianz ARENA (Aliança Renovadora Nacional) abermals zum Mitglied der Abgeordnetenkammer gewählt wurde. Er vertrat von 1967 bis 1971 wieder den Bundesstaat Ceará in der Abgeordnetenkammer und war während dieser Legislaturperiode von 1967 bis 1970 zunächst Mitglied sowie anschließend 1970 Vorsitzender des Ständigen Ausschusses für den Haushalt. Zugleich wurde er 1970 Vorsitzender des Gemeinsamen Haushaltsausschusses des Nationalkongresses (Congresso Nacional), der sich aus Abgeordnetenkammer und Bundessenat (Senado Federal) zusammensetzt. Innerhalb der ARENA wurde er 1968 Mitglied des Nationalvorstandes sowie 1969 Zweiter Sekretär des Nationalvorstandes, ehe er zwischen 1969 und 1974 Vize-Vorsitzender der ARENA war.

### Senator und zweite Amtszeit als Gouverneur von Ceará
1971 wurde Virgílio Távora für die ARENA zum ersten Mal Mitglied des Bundessenats und vertrat in diesem bis 1978 die Interessen des Bundesstaates Ceará. Während seiner Senatszugehörigkeit war zwischen 1973 und 1974 Vize-Vorsitzender der Regierungsfraktion für Wirtschaft und Finanzen sowie danach von 1975 bis 1978 Vize-Vorsitzender der Regierungsfraktion (Vice-Líder do Governo). Des Weiteren war er von 1975 bis 1976 auch Vizepräsident des Nationalvorstandes der ARENA.
Als Nachfolger von Waldemar Alcântara übernahm er am 15. März 1979 zum zweiten Mal das Amt als Gouverneur von Ceará. Er hatte dieses bis zum 15. Mai 1982 inne und wurde daraufhin von Manuel de Castro Filho abgelöst.
Nach seinem Rücktritt als Gouverneur wurde Távora wieder zum Mitglied des Bundessenats gewählt und gehörte diesem als Vertreter von Ceará von 1983 bis zu seinem Tode 1988 an. Während seiner Senatsmitgliedschaft fungierte er von 1983 bis 1984 wieder als Vize-Vorsitzender der Regierungsfraktion. Daneben wurde er 1985 Vize-Vorsitzender der Sozialdemokratischen Partei PDS (Partido Democrático Social), die am 31. Januar 1980 aus der ARENA entstanden war. Ihm zu Ehren wurde das Autódromo Internacional Virgílio Távora in Fortaleza benannt, auf dem bis 1979 Rennen des Stock Car Brasil ausgetragen wurden.

## Veröffentlichungen
- Trabalhos legislativos. Discursos anos 1971 e 1972, Brasília 1972
- Trabalhos legislativos. Pareceres e emendas, anos de 1971 e 1972, Brasília 1972
- Coletânea. Pronunciamentos 1971 a 1977, Brasília 1978
- Virgílio Távora, palavra e ação. Discursos e conferências de 1979 a 1982, Fortaleza 1982

## Hintergrundliteratur
- Marcelo Linhares: Virgílio Távora. Sua época, Fortaleza 1996